# Житлоселище
Житлосе́лище — один з районів Херсона, розташований у південно-західній частині міста.

## Походження назви
За деякими даними, на місці Житлоселища за часів Російської імперії розташовувалося міське звалище. Проте у 30-50-х роках ХХ сторіччя, після будівництва двох промислових гігантів — Заводу карданних валів та Напівпровідникового заводу було прийнято рішення розрівняти звалище й побудувати район для працівників заводів. Цей район отримав назву «Житлоселище», тобто селище, населене людьми.

## Головні вулиці
- Комкова
- Героїв Рятувальників
- Робоча
- Стрітенська